# Cananeuretus occidentalis
Cananeuretus occidentalis Engel & Grimaldi, 2005 è una formica della sottofamiglia Aneuretinae, unica specie del genere Cananeuretus. 

## Etimologia
L'epiteto generico è formato dalla combinazione di Canada e Aneuretus, il genere tipo delle Aneuretinae.

## Distribuzione e habitat
La specie è stata scoperta in ambra del Campaniano, in Canada.